# Маттиоли, Маркус
Маркус Лаборни Маттиоли (порт. Marcus Laborne Mattioli, р. 18 октября 1960) — бразильский пловец, призёр Олимпийских игр.
Родился в 1960 году в Белу-Оризонти. В 1979 году принял участие в соревнованиях по четырём дисциплинам на Панамериканских играх, и в двух из них завоевал медали. В 1980 году на Олимпийских играх в Москве стал бронзовым призёром в эстафете 4×200 м вольным стилем; также принимал участие в соревнованиях на дистанциях 200 м вольным стилем, 100 м баттерфляем и 200 м баттерфляем.